# Siegfried Selberherr
Siegfried Selberherr, né le 3 août 1955 à Klosterneuburg, est un scientifique autrichien actif dans le domaine de la micro-électronique. Il est professeur ordinaire à l’Institut de micro-électronique de l’Université technique de Vienne, où il concentre sa recherche sur la modélisation et la simulation de phénomènes physiques dans la micro-électronique.

## Biographie
Siegfried Selberherr est, depuis 1988, professeur ordinaire pour la technologie des logiciels des systèmes micro-électroniques à l’Université technique de Vienne. Il a étudié l’électronique à l’Université technique de Vienne et obtenu son diplôme d’ingénieur en 1978, avant de décrocher son titre de docteur ès sciences en 1981 et son habilitation en 1984. 
Il a ensuite exercé ses talents en tant que chercheur invité aux Laboratoires Bell  aux États-Unis. 
Entre 1996 et 2020 le Prof. Selberherr était un éminent conférencier de l'IEEE. Il a dirigé, en tant que doyen, la Faculté d’électronique et de technologie de l’information de 1998 à 2005. De plus, entre 2001 et 2018, il a été membre et vice-président du conseil de surveillance d'ams AG et depuis lors, il est conseiller scientifique du conseil. Siegfried Selberherr est membre du conseil du Département interuniversitaire pour la biotechnologie agraire (IFA-Tulln) depuis 2004.

## Carrière
Au cours de sa carrière scientifique jusqu'à présent, le professeur Selberherr a publié, avec ses équipes de chercheurs,  plus de 400 articles scientifiques et plus de 1200 articles dans des actes de conférence, parmi lesquels plus de 250 invités. De plus, il a publié 3 livres et a co-édité plus de 40 volumes, et il a dirigé, à ce jour, plus de 100 thèses de doctorat. 
Siegfried Selberherr a entre autres développé un simulateur pour les semi-conducteurs de métal oxyde (MINIMOS), dans lequel un modèle de mouvement des porteurs de charge, nommé d’après son créateur, est implanté. Il a aussi dirigé de nombreux projets de recherche en collaboration avec des partenaires industriels et des institutions telles que le Fonds autrichien pour la recherche scientifique (FWF), l’Association Christian Doppler pour la recherche ou le Conseil européen de la recherche (CER).

## Décorations
- 2021 : Fellow de l'Association d'intelligence artificielle Asie-Pacifique, AAIA[4]
- 2021 : Fellow à vie de l'Institute of Electrical and Electronics Engineers
- 2018 : Prix Cledo Brunetti de l’Institute of Electrical and Electronics Engineers
- 2015 : Franz Dinghofer Médaille de l'Institut Dinghofer
- 2014 : Décoration honorifique Marin Drinov de l’Académie bulgare des sciences[5]
- 2013 : Membre ordinaire de l’Academia Europeaa
- 2011 : Croix d'Argent de Commandeur de l'Ordre du Mérite pour services éminents rendus à la province fédérale de Basse-Autriche
- 2009 : « Advanced Grant » du Conseil européen de la recherche[6]
- 2006 : Docteur honoris causa de l’Université de Niš
- 2005 : Grand officier de l'ordre du Mérite autrichien
- 2004 : Membre ordinaire de l’Académie européenne des sciences et des arts
- 2001 : Prix Erwin Schrödinger de l’Académie autrichienne des sciences
- 1994 : Médaille Wilhelm Exner de l’Association du commerce d'Autriche
- 1993 : Fellow de l’Institute of Electrical and Electronics Engineers
- 1986 : Prix Heinz Zemanek de l’Association autrichienne de ordinateur
- 1983 : Prix Dr.-Ernst-Fehrer de l’Université technique de Vienne

## Des publications importantes
(Sélection)

### Des journaux scientifiques
- L. Filipovic, S. Selberherr. Thermo-Electro-Mechanical Simulation of Semiconductor Metal Oxide Gas Sensors., Materials, Vol.12, No.15, pp. 2410-1–2410-37, 2019, DOI 10.3390/ma12152410.
- V. Sverdlov, S. Selberherr. Silicon Spintronics: Progress and Challenges., Physics Reports, Vol.585, pp. 1–40, 2015, DOI 10.1016/j.physrep.2015.05.002.
- H. Ceric, S. Selberherr. Electromigration in Submicron Interconnect Features of Integrated Circuits., Materials Science and Engineering R, Vol.71, pp. 53–86, 2011, DOI 10.1016/j.mser.2010.09.001.
- V. Sverdlov, E. Ungersboeck, H. Kosina, S. Selberherr. Current Transport Models for Nanoscale Semiconductor Devices., Materials Science and Engineering R,  Vol.58, No.6-7, pp. 228–270, 2008, DOI 10.1016/j.mser.2007.11.001.
- T. Grasser, T.-W. Tang, H. Kosina, S. Selberherr. A Review of Hydrodynamic and Energy-Transport Models for Semiconductor Device Simulation., Proceedings of the IEEE, Vol.91, No.2, pp. 251–274, 2003, DOI 10.1109/JPROC.2002.808150.
- S. Selberherr, A. Schütz, H. Pötzl. MINIMOS – A Two-Dimensional MOS Transistor Analyzer., IEEE Trans.Electron Devices, Vol.ED-27, No.8, pp. 1540–1550, 1980, DOI 10.1109/T-ED.1980.20068.

### Des livres
- M. Nedjalkov, I. Dimov, S. Selberherr. Stochastic Approaches to Electron Transport in Micro- and Nanostructures, Birkhäuser, Basel,  (ISBN 978-3-030-67916-3), 214 pages, 2021, DOI 10.1007/978-3-030-67917-0.
- R. Klima, S. Selberherr: Programmieren in C, 3. Auflage, Springer-Verlag, Wien-New York,  (ISBN 978-3-7091-0392-0), 366 pages, 2010, DOI 10.1007/978-3-7091-0393-7.
- J.W. Swart, S. Selberherr, A.A. Susin, J.A. Diniz, N. Morimoto (Eds.): Microelectronics Technology and Devices, The Electrochemical Society,  (ISBN 978-1-56677-646-2), 661 pages, 2008.
- T. Grasser, S. Selberherr. (Eds.) Simulation of Semiconductor Processes and Devices, Springer-Verlag, Wien-New York,  (ISBN 978-3-211-72860-4), 460 pages, 2007, DOI 10.1007/978-3-211-72861-1.
- F. Fasching, S. Halama, S. Selberherr. (Eds.): Technology CAD Systems, Springer-Verlag, Wien-New York,  (ISBN 978-3-7091-9317-4), 309 pages, 1993, DOI 10.1007/978-3-7091-9315-0.
- S. Selberherr: Analysis and Simulation of Semiconductor Devices, Springer-Verlag, Wien-New York,  (ISBN 978-3-7091-8754-8), 294 pages, 1984, DOI 10.1007/978-3-7091-8752-4.